# عین العلوی
عین العلوی (به عربی: عین العلوی) یک شهرداری در الجزایر است که در استان بویره واقع شده‌است.

## خصوصیات
عین العلوی ۵٬۸۹۳ نفر جمعیت دارد.